# Helena Palaiologina
Helena Palaiologina, född på slottet Mystras i Morea 3 februari 1428, död 11 april 1458, var en cypriotisk drottning, gift med kung Johan II av Cypern.

## Biografi
Helena Palaiologina var enda barnet till den bysantinske prinsen Theodore II Palaiologos och Cleofa Malatesta (död 1447) och sondotter till kejsar Manuel II Palaiologos och Helena Dragas. 
Helena Palaiologina gifte sig med Johan II i katedralen Sankta Sofia i Nicosia på sin fjortonde födelsedag 3 februari 1442, och blev genom vigseln drottning av Cypern, titulärdrottning av Jerusalem och Armenien och titulärfurstinna av Antiochia. Hon hade anlänt till Cypern dagen före. Efter bröllopet gav hon order om att hennes makes älskarinna Marietta de Patras skulle få sin näsa avskuren.
Under sitt äktenskap fick hon två döttrar, varav den ena överlevde. Johan II hade också en utomäktenskaplig son med Marietta de Patras, ärkebiskop Jacob av Nicosia, som blev Helenas rival om politiskt inflytande. Helena beskrivs som mer karaktärsstark än Johan och övertog det mesta av regeringsstyrelsen från honom. Hon medförde ett stort grekiskt hov och välkomnade en invandring av greker från Bysans som hon gav viktiga positioner, särskilt efter att Bysans fall under turkarna 1453, och hennes tid som drottning stärkte banden mellan Cypern och Bysans. Hon favoriserade de grekisk-ortodoxa och var populär bland de grekiska cyprioterna, medan katolikerna såg henne som en farlig fiende.
Helena Palaiologina förgiftade sin svärson Johan av Portugal efter att denne gett sitt stöd åt det katolska partiet, och arrangerade ett nytt äktenskap åt sin dotter, tronföljaren, med Ludvig av Savojen. Johans illegitime son Jakob av Nicosia gjorde till slut uppror och tvingade Helena och Johan att söka skydd i borgen i Nicosia, där Helena avled.

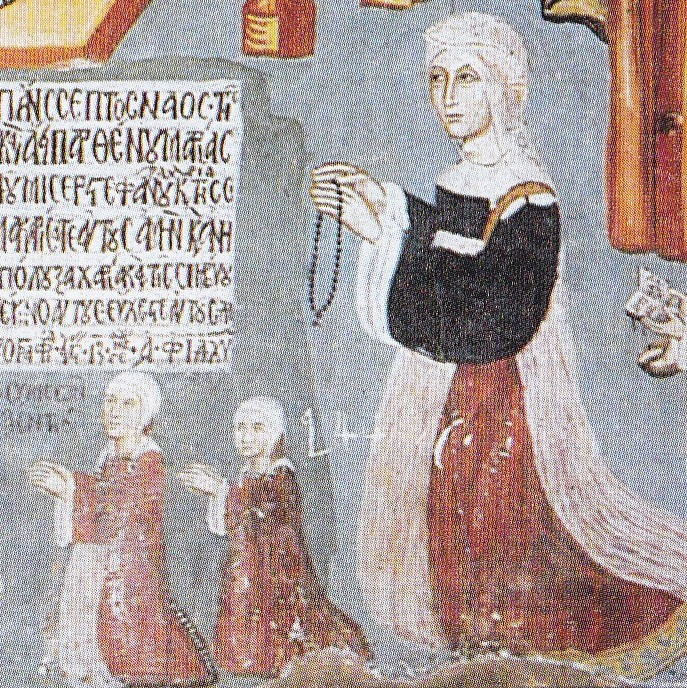
Helena med döttrar.